# Crvenje
Crvenje (cyr. Црвење) – wieś w Serbii, w okręgu zajeczarskim, w gminie Knjaževac. W 2011 roku liczyła 140 mieszkańców.